# William Heerlein Lindley
William Heerlein Lindley (30 janvier 1853, Hambourg - 30 décembre 1917, Londres), est un ingénieur civil anglais, qui, avec son père William Lindley, a conçu la distribution d'eau et l'assainissement pour plusieurs villes à travers l'Europe.